# Redéfinition du Système international d'unités de 2018-2019

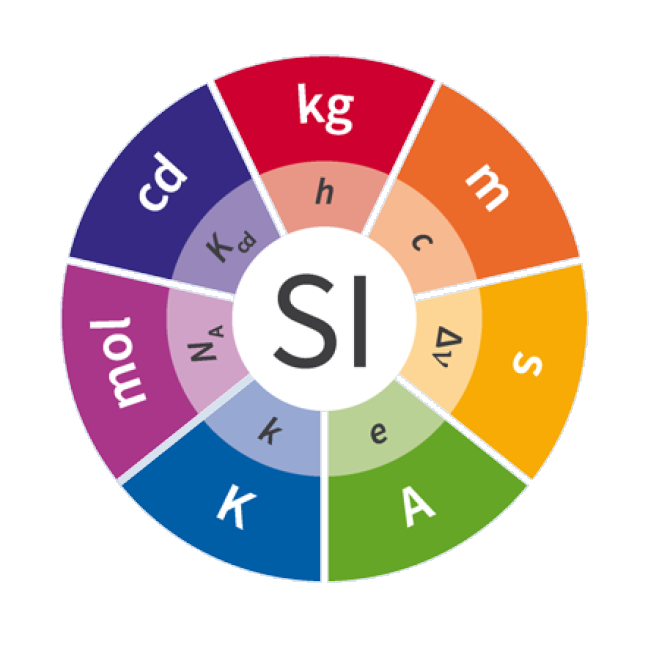
Logo SI avec constantes de définition.

Un sous-comité du Comité international des poids et mesures (CIPM) a proposé une révision de la définition des unités de base du Système international.
La résolution 1 adoptée par la Conférence générale des poids et mesures (CGPM) à sa 24e réunion, en 2011, prend acte de l'intention du CIPM de proposer cette révision du SI,. Lors de la 25e CGPM, en 2014, le CIPM considère que, « malgré les progrès effectués, les données disponibles ne semblent pas encore suffisamment robustes pour que la CGPM adopte le SI révisé lors de sa 25e réunion » et encourage la poursuite des travaux jusqu’à la 26e CGPM, de 2018. En 2018, ces résolutions ont été votées lors de la 26e CGPM.

Les changements proposés sont en résumé les suivants : 

« Il y aura toujours les mêmes sept unités de base (seconde, mètre, kilogramme, ampère, kelvin, mole et candela). Le kilogramme, l'ampère, le kelvin et la mole seront redéfinis en prenant des valeurs numériques exactes de la constante de Planck, de la charge électrique élémentaire, de la constante de Boltzmann et du nombre d'Avogadro. La seconde, le mètre et la candela sont déjà définis par des constantes physiques et il est seulement nécessaire de mettre à jour leurs définitions. Les nouvelles définitions amélioreront le SI sans changer la valeur des unités. »

 La neuvième édition de la brochure sur le SI précise le détail de ces modifications.
La dernière révision majeure du système métrique a eu lieu en 1960 quand le Système international d'unités a été publié officiellement comme un ensemble cohérent d'unités de mesure. Le SI est structuré autour de sept unités de base qui ont des définitions apparemment arbitraires et vingt autres unités dérivées de ces unités de base. Quoique les unités en elles-mêmes forment un système cohérent, ce n'est pas le cas des définitions. Ces propositions cherchent à remédier à cet état en utilisant des constantes fondamentales de la nature pour définir les unités de base. Cela entraînera, entre autres, l'abandon du kilogramme étalon. La seconde et le mètre sont déjà définis de cette façon.
Il existe de nombreuses critiques des définitions révisées depuis qu'elles ont été proposées et il a été dit que la révision du SI exigeait des discussions franches et ouvertes avant que des décisions ne soient prises.
Les unités de base du Système international sont désormais redéfinies à partir de sept constantes physiques dont la valeur exacte a été fixée définitivement. Cette réforme est entrée en vigueur le 20 mai 2019.

## Contexte

Les sept unités de base du SI 2006, leurs interdépendances selon leurs définitions de ce système. Les constantes physiques fondamentales associées sont représentées (en gris, ou en couleurs désaturées).

En 1875, vingt des nations les plus industrialisées se sont rencontrées à la Convention du Mètre. Il en résulte la signature du Traité du Mètre qui met en place trois organisations chargées de réguler internationalement les unités de mesure :
- CGPM (Conférence Générale des Poids et Mesures) — la conférence se réunit tous les quatre à six ans et est composée de représentants des nations qui ont signé la convention. Elle discute et examine les modifications à apporter pour assurer la propagation et l’amélioration du Système International des Unités et elle approuve les résultats des nouvelles décisions métrologiques fondamentales ;
- CIPM (Comité international des poids et mesures) — le comité est composé de dix-huit scientifiques de pays différents nommés par la CGPM. Le CIPM se réunit annuellement et est chargé de conseiller le CGPM. Le CIPM a instauré un certain nombre de sous-comités chargés de différents points particuliers. L'un d'entre eux, le CCU (Consultative Committee for Units), conseille le CIPM sur les problématiques d'unités de mesure[10] ;
- BIPM (Bureau international des poids et mesures) — le bureau met à disposition des laboratoires et le secrétariat pour la CIPM et le CGPM.

Depuis 1960, date à laquelle la définition du mètre est reliée à une constante physique fondamentale plutôt qu'à un prototype, la seule unité encore liée à un étalon est le kilogramme. Avec les années, des pertes de matière allant jusqu'à 20×10−9 kilogramme par année dans le prototype ont pu être détectées. Lors de la 21e rencontre du GCPM (1999), il a été demandé aux laboratoires nationaux de trouver rapidement une manière de rompre le lien entre le kilogramme et un prototype.
Un rapport publié en 2007 par le Consultative Committee for Thermometry du CIPM note que la définition actuelle de la température n'est pas satisfaisante pour des températures inférieures à 20 K et supérieures à 1 300 K. Le comité pense que la constante de Boltzmann serait une meilleure base pour la définition de la température que le point triple de l'eau.
Lors de la 23e réunion en 2007, le GCPM charge le CIPM d'enquêter sur l'utilisation des constantes physiques naturelles comme base pour la définition de toutes les unités. Cette mission est assumée l'année suivante par l'Union internationale de physique pure et appliquée (UIPPA). Lors d'une rencontre du CCU à Reading, au Royaume-Uni en septembre 2010, une résolution et un projet de modification de la brochure sur le SI, qui devaient être présentés lors d'une rencontre du CIPM en octobre 2010, sont acceptés par principe. La rencontre du CIPM d'octobre 2010 note que « les conditions décidées par la General Conference lors de sa 23e rencontre ne sont pas encore atteintes. Pour cette raison le CIPM ne propose pas de révision du SI pour le moment. » ; cependant le CIPM présente une résolution pour que les nouvelles définitions soient acceptées par principe lors de la 24e CGPM (du 17 au 21 octobre 2011), mais sans qu'elles soient implémentées tant que les détails n'ont pas été finalisés. Cette résolution est acceptée par la conférence,
et, de plus, le CGPM avance la date de la 25e réunion de 2015 à 2014.
Lors de la 25e CGPM, en 2014, le CIPM considère que, « malgré les progrès effectués, les données disponibles ne semblent pas encore suffisamment robustes pour que la CGPM adopte le SI révisé lors de sa 25e réunion » et encourage la poursuite des travaux jusqu’en 2018. L'adoption s’est faite lors de la 26e CGPM, de 2018.
Peter J. Mohr suggère que, puisque le système proposé utilise des phénomènes à l'échelle atomique plutôt que macroscopique, il devrait être appelé « Quantum SI System ».

## Les propositions
Le CCU a proposé qu'en plus de la vitesse de la lumière quatre constantes de la nature soient définies avec des valeurs exactes : la constante de Planck, la charge élémentaire, la constante de Boltzmann et la constante d'Avogadro. Ces constantes sont décrites dans la version de 2006 du manuel SI. Les trois dernières sont décrites comme « des constantes dont l'obtention se fait par l'expérimentation ».
Il est proposé que les valeurs associées aux constantes naturelles de la vitesse de la lumière et le rendement lumineux restent inchangées.
Les sept définitions ci-dessus sont réécrites après avoir converti les unités dérivées dans leur définition (joule, coulomb, hertz, lumen et watt) dans les sept unités de base (seconde, mètre, kilogramme, ampère, kelvin, mole et candela). Dans la liste suivante, le symbole sr représente le stéradian, unité sans dimension :
- Δν(133Cs)hfs = 9 192 631 770 s−1 (inchangé) ;
- c = 299 792 458 s−1 m (inchangé) ;
- h = 6,626 070 15 × 10−34 s−1 m2 kg = 6,626 070 15 × 10−34 joule seconde (J s) ;
- e = 1,602 176 634 × 10−19 s A = 1,602 176 634 × 10−19 coulomb (C) ;
- k = 1,380 649 × 10−23 s−2 m2 kg K−1 = 1,380 649 × 10−23 joule par kelvin (J⋅K-1) ;
- NA = 6,022 140 76 × 1023 mol−1 = 6,022 140 76 × 1023 entités par mole (mol-1) ;
- Kcd = 683 s3 m−2 kg−1 cd⋅sr (inchangé).

En plus, le CCU propose que :
- le kilogramme étalon ne soit plus utilisé et que la définition actuelle du kilogramme soit supprimée.
- la définition actuelle de l'ampère soit supprimée ;
- la définition actuelle du kelvin soit supprimée ;
- la définition actuelle de la mole soit corrigée.

Ces changements auront pour effet de redéfinir les unités de base du SI en laissant les définitions des unités dérivées inchangées.

## Changements de définition des unités de base
Il est proposé que le texte de définition des unités de base soit redéfini ou réécrit. Les anciennes définitions (2006) et les nouvelles (2018-2019) sont données ci-dessous.

Relations entre les définitions proposées des unités de base du SI (vers l'intérieur) et avec les sept constantes fondamentales (vers l'extérieur) qui fixent les valeurs numériques dans le système proposé (2019).

### Seconde
La définition proposée (2019) est la même que la définition actuelle (2006), la seule différence étant que les conditions dans lesquelles sont faites les mesures sont plus rigoureuses.
- Définition 2006 : la seconde est la durée de 9 192 631 770 périodes de la radiation correspondant à la transition entre les deux niveaux hyperfins de l'état fondamental de l'atome de césium 133 à la température du zéro absolu[20].
- Définition 2019 : la seconde, s, est l'unité de durée ; sa valeur est définie en fixant la valeur du nombre de périodes de la radiation correspondant à la transition entre les deux niveaux hyperfins de l'état fondamental de l'atome de césium 133 à la température du zéro absolu à exactement 9 192 631 770 quand elle est exprimée en s−1.

### Mètre
La définition proposée (2019) est la même que la définition actuelle (2006), la seule différence est que le durcissement de la définition de la seconde se propage au mètre.
- Définition 2006 : le mètre est la longueur du trajet parcouru dans le vide par la lumière pendant une durée de 1/299 792 458 de seconde[21].
- Définition 2019 : le mètre, m, est l'unité de longueur ; sa valeur est définie en fixant la valeur de la vitesse de la lumière dans le vide à exactement 299 792 458 quand elle est exprimée en m s−1[22].

### Kilogramme
La définition du kilogramme change fondamentalement : le kilogramme était défini comme la masse d'un prototype ; la définition-2019 le relie à l'équivalence en énergie d'un photon, à travers la constante de Planck.
- Définition 2006 : le kilogramme est la masse du prototype international du kilogramme. Ce dernier, composé d'un alliage de platine et d'iridium (90 %-10 %), est conservé au Bureau international des poids et mesures à Sèvres, en France[23].
- Définition 2019 : le kilogramme est défini en fixant la valeur numérique de la constante de Planck à exactement 6,626 070 15 × 10−34 quand elle est exprimée en s−1 m2 kg, ce qui correspond à des J s.

Une des conséquences est que le kilogramme devient dépendant des définitions de la seconde et du mètre.

### Ampère
La définition de l'ampère change fondamentalement ; la définition ancienne, qui est difficile à obtenir avec une grande précision par l'expérience, est remplacée par une définition plus intuitive et plus facile à obtenir en pratique.
- Définition 2006 : l'ampère est l'intensité d'un courant constant qui, maintenu dans deux conducteurs parallèles, rectilignes, de longueur infinie, de section circulaire négligeable et placés à une distance de un mètre l'un de l'autre dans le vide produirait entre ces conducteurs une force égale à 2 × 10−7 newton par mètre de longueur[24].
- Définition 2019 : l'ampère, A, est l'unité du courant électrique ; sa valeur est définie en fixant la valeur numérique de la charge élémentaire à exactement 1,602 176 634 × 10−19 quand elle est exprimée en A s, ce qui correspond à des C.

Une des conséquences est que l’ampère ne dépend plus des définitions du mètre ou du kilogramme. De plus, en donnant à la charge élémentaire une valeur exacte, la perméabilité du vide, la permittivité du vide et l'impédance du vide, qui étaient auparavant avec la vitesse de la lumière exactes, auront une marge d'erreur expérimentale.

### Kelvin
La définition du kelvin change fondamentalement. Au lieu de se baser sur les changements d'état de l’eau pour définir l’échelle, la recommandation propose de se baser sur l'énergie équivalente comme donnée par l'équation de Boltzmann.
- Définition 2006 : le kelvin, unité de température thermodynamique, est la fraction 1/273,16 de la température thermodynamique du point triple de l'eau.[26]
- Définition 2019 : le kelvin, K, est l'unité thermodynamique de température ; sa valeur est définie en fixant la valeur numérique de la constante de Boltzmann à exactement 1,380 649 × 10−23 quand elle est exprimée en s−2 m2 kg K−1, ce qui correspond à des J K−1[27].

Le kelvin devient dépendant des définitions de la seconde, du mètre et du kilogramme.

### Mole
La définition (2006) de la mole est liée à celle du kilogramme. La définition proposée (2019) a annulé ce lien en faisant de la mole un nombre spécifique d'entité de la substance en question.
- Définition 2006 : la mole est la quantité de matière d'un système contenant autant d'entités élémentaires qu'il y a d'atomes dans 0,012 kilogramme de carbone 12[28].
- Définition 2019 : la mole, mol, est l'unité de quantité de matière d'une entité élémentaire spécifique, qui peut être un atome, une molécule, un ion, un électron ou n'importe quelle autre particule ou groupe particulier de ces particules ; sa valeur est définie en fixant la valeur numérique du nombre d'Avogadro à exactement 6,022 140 76 × 1023 quand elle est exprimée en mol-1.

Une des conséquences est que les relations entre la masse de l'atome de 12C, l'unité de masse atomique unifiée (ou dalton), le kilogramme et le nombre d'Avogadro sont modifiées :
- la masse molaire de 12C devient une grandeur expérimentale qui n'est plus connue exactement, mais avec une certaine incertitude de mesure. À la date de la 26e CGPM, sa meilleure valeur connue reste de 0,012 kg/mol, mais avec une incertitude relative de 4,5 × 10−10[30] ;
- l'unité de masse atomique unifiée, de symbole u (ou le dalton, de symbole Da) reste fixée à 1/12 de la masse d'un atome de 12C ; elle devient donc aussi une grandeur expérimentale, connue avec la même incertitude relative que la masse molaire de 12C (puisque 12 et NA sont des valeurs exactes).

### Candela
La définition proposée (2019) est la même que celle utilisée actuellement (2006) mais reformulée.
- Définition 2006 : la candela est l'intensité lumineuse, dans une direction donnée, d'une source qui émet un rayonnement monochromatique de fréquence 540 × 1012 s−1 (hertz) et dont l'intensité énergétique dans cette direction est 1/683 watt par stéradian.[31]
- Définition 2019 : la candela, cd, est l'unité d'intensité lumineuse dans une direction donnée ; sa valeur est définie en fixant la valeur numérique de l'intensité énergétique d'un rayonnement monochromatique de fréquence 540 × 1012 s−1 (hertz) à exactement 683 quand elle est exprimée en s3 m−2 kg−1 cd⋅sr, ou cd sr W−1, ce qui correspond à des lm W−1.

## Impact sur les incertitudes
Le tableau suivant liste les modifications, :
| Unité | Constante utilisée comme référence   | Symbole | Ancienne définition | Depuis le 20 mai 2019 |
| ----- | ------------------------------------ | ------- | ------------------- | --------------------- |
| kg    | Masse du kilogramme prototype        | m(K)    | 0                   | 5,0 × 10−8            |
| kg    | Constante de Planck                  | h       | 5,0 × 10−8          | 0                     |
| A     | Constante magnétique                 | μ0      | 0                   | 6,9 × 10−10           |
| A     | Charge élémentaire                   | e       | 2,5 × 10−8          | 0                     |
| K     | Température du point triple de l'eau | TTPW    | 0                   | 1,7 × 10−6            |
| K     | Constante de Boltzmann               | k       | 1,7 × 10−6          | 0                     |
| mol   | Masse molaire de 12C                 | M(12C)  | 0                   | 4,5 × 10−10           |
| mol   | Nombre d'Avogadro                    | NA      | 1,4 × 10−9          | 0                     |

L'incertitude relative des réalisations de la seconde est propre à chaque réalisation. Elle est couramment inférieure à 1 × 10−15, tant pour les fontaines atomiques à césium que pour les horloges optiques (voir la section 3 des circulaires T du BIPM).

## Critiques des propositions
Gary Price affirme que ces propositions :
- causeront la confusion car ces définitions basées sur des constantes ne relient pas les unités à un exemple de sa quantité ;
- risqueront de causer des dommages à la science car la définition circulaire des unités rendra impossible la détection future de changements dans les constantes fondamentales ;
- causeront des dommages économiques à cause de l'augmentation des coûts et des barrières au commerce international.

B. P. Leonard affirme que « le concept fondamental de la mole requiert que le nombre d'entités comprenant une mole, c'est-à-dire la constante d'Avogadro, soit exactement égal au ratio masse gramme-dalton et que ces propositions cassent cette condition en définissant indépendamment le kilogramme, le dalton et la mole. ».
Franco Pavese affirme que de nombreux points doivent être compris avant de changer les définitions, par exemple la nature du comptage et la valeur du nombre d'Avogadro, la perte du concept d'unité de base, la possibilité de vérifier de futurs changements pour les constantes fondamentales et le passage à l'unité de l'incertitude expérimentale.